# Refrigeración por absorción

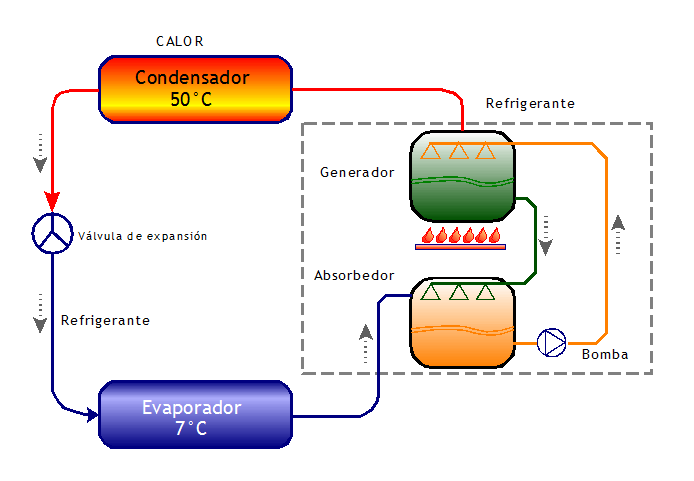
Esquema de un ciclo de refrigeración por absorción de efecto simple.

El sistema de refrigeración por absorción es un medio de producción de frío que, al igual que en la refrigeración por compresión, aprovecha que las sustancias absorben calor al cambiar de estado, de líquido a gaseoso. Así como en el sistema de compresión el ciclo se hace mediante un compresor, en el caso de la absorción, el ciclo se basa físicamente en la capacidad que tienen algunas sustancias, como el bromuro de litio, de absorber otra sustancia, tal como el agua, en fase de vapor. Otra posibilidad es emplear el agua como sustancia absorbente (disolvente) y amoniaco como sustancia absorbida (soluto).
La técnica nació en 1859, cuando Ferdinand Carré consiguió fabricar hielo con la primera máquina de absorción de ciclo amoniaco-agua.

## Funcionamiento
El par de fluidos de trabajo normalmente empleados es el agua-bromuro de litio, debido a que permiten obtener una mayor eficiencia. Se emplea el bromuro de litio porque tiene gran capacidad de absorber agua y porque puede deshidratarse mediante el calor.
El funcionamiento del ciclo de refrigeración por absorción es el siguiente. El agua (refrigerante), que se mueve por un circuito a baja presión, se evapora en un intercambiador de calor, llamado evaporador. La evaporación necesita calor, que se obtiene de un intercambiador en el que se refrigera un fluido secundario (normalmente, también agua), que se lleva por una red de tuberías a enfriar los ambientes o cámaras que interese. Tras el evaporador, el bromuro de litio absorbe el vapor de agua en el absorbedor, produciendo una disolución diluida o débil de bromuro en agua. Esta solución pasa al generador, donde se separan disolvente y soluto mediante calor procedente de una fuente externa; el agua va al condensador, que es otro intercambiador donde cede la mayor parte del calor recibido en el generador, y desde allí pasa de nuevo al evaporador, a través de la válvula de expansión; el bromuro, ahora como disolución concentrada en agua, vuelve al absorbedor para cerrar el ciclo. En definitiva, en el absorbedor se desprende calor al absorberse el gas, mientras que en el generador se absorbe calor al desprenderse el gas.
Aunque no aparece en la figura, también se suele utilizar un intercambiador de calor, poniendo en contacto, sin mezcla, los conductos absorbedor-generador y generador-absorbedor, para precalentar la disolución de agua-bromuro de litio, antes de pasar al calentador (generador), mientras que, a su vez, la disolución concentrada de bromuro de litio se enfría cuando va hacia el absorbedor, ya que la absorción se realiza mejor a baja temperatura. De hecho, en el absorbedor debe haber un intercambiador para enfriarlo con la torre de enfriamiento.
Al igual que en el ciclo de refrigeración por compresión, el sistema requiere una torre de enfriamiento para disipar el calor excedente (suma del aportado por la fuente externa y el extraído de los locales o espacios refrigerados). El fluido caloportador que va a la torre circula sucesivamente por dos intercambiadores situados en el absorbedor y en el condensador.
Como se puede ver en el esquema, los únicos elementos mecánicos existentes en el ciclo son una bomba que lleva la disolución concentrada al generador y otra, no representada, para llevar el caloportador a la torre de enfriamiento.
El ciclo amoniaco-agua es semejante, salvo que en este caso el refrigerante es el amoniaco y el absorbente es el agua. Se utiliza, aunque tiene menor eficiencia energética, porque tiene la ventaja de poder alcanzar temperaturas inferiores a 0 °C, es decir, en aparatos para congelar, como frigoríficos.

## Ventajas e inconvenientes
El rendimiento, medido por el COP (coefficient of performance, en la normativa española, por el CoDeRE, Coeficiente De Rendimiento Energético), es menor que en el método por compresión (entre 0,8 y 1,2 frente a 3 y 5,5). Si bien, es cierto que el COP obtenido mediante compresión tiene en cuenta la energía eléctrica invertida en el compresor, que no es energía primaria en sí. En cambio, en un sistema de absorción la energía utilizada para el cálculo del COP es el calor aportado al generador, que sí es una energía primaria evaluable. Por tanto no se pueden comparar el COP de compresión y de absorción (es mejor y más útil compararlos a través del segundo principio de la termodinámica, para valorar la calidad de la energía utilizada).
Un ejemplo de esta situación podría ser una instalación de refrigeración (climatización de verano) solar: si se utilizaran placas fotovoltaicas, sólo se podría utilizar un 15-20% de electricidad en comparación con unos paneles solares térmicos que podrían aprovechar hasta el 90% de la energía solar recibida, y a un precio de instalación mucho más reducido.
El conjunto completo paneles solares-absorción tendría un COP de entre 0,72 y 1,08 y el de compresión entre 0,54 (18% paneles y COP de 3, muy habitual) y 1,1 (20% paneles y COP de 5,5)
Si se utiliza la energía eléctrica de la red, para el sistema de compresión, cuando esta llega a la toma de corriente lo hace con un rendimiento inferior al 25% sobre la energía primaria utilizada para generarla, lo que reduce mucho las diferencias de rendimiento (0,8 frente a 1,37). A pesar de ello, en ciertos casos, cuando la energía proviene de una fuente de calor económica, incluso residual o un subproducto destinado a desecharse, compensa ampliamente utilizar un sistema de absorción. Es el caso de utilizar el sistema en un ciclo de trigeneración: se produce electricidad con un sistema térmico y el calor residual (alrededor de un 50% de la energía primaria empleada) se usa para el sistema de refrigeración.
Al calor aportado al proceso de refrigeración se le suma el calor sustraído de la zona enfriada. Con lo que el calor aplicado puede reutilizarse. Sin embargo, el calor residual se encuentra a una temperatura más baja (a pesar de que la cantidad de calor sea mayor), con lo que sus aplicaciones son escasas.
Los aparatos generadores por absorción son más voluminosos y requieren inmovilidad (lo que no permite su utilización en automóviles, lo que sería muy conveniente como ahorro de energía puesto que el motor tiene grandes excedentes de energía térmica, disipada en el radiador).
Otras de las formas de aprovechamiento, es a través de la cogeneración (en este caso, mejor dicho, trigeneración), es decir, el aprovechamiento del calor residual de las centrales termoeléctricas, es decir, de una energía gratuita.